# Gulose
A gulose é um monossacarídeo do tipo hexose, de fórmula química C6H12O6. Faz parte do grupo das aldoses. Possui a consistência de um xarope e sabor adocicado.
A gulose é um açúcar muito raro na natureza, mas pode ser encontrada em algumas arqueobactérias.